# Chibi Maruko Chan
Chibi Maruko Chan (japanisch ちびまる子ちゃん Chibi Maruko-chan) ist eine populäre Manga-Serie von Momoko Sakura (japanisch さくら ももこ Sakura Momoko), die in Japan von 1986 bis 1996 erschien. Darin erzählt die Autorin heitere Erlebnisse und Alltagsgeschichten des kleinen Mädchens Maruko, die Anfang der 70er Jahre spielen. Zur Manga-Reihe wurden später eine Anime-Serie, Anime-Filme und auch eine Realfilm-Serie erschaffen.

## Handlung
Chibi Maruko Chan handelt von der 9-jährigen Momoko Sakura, genannt Maruko, und ihren gewöhnlichen, aber amüsanten Alltagserlebnissen mit ihrer Familie und in der Schule. Ein Großteil handelt von Streichen und Dummheiten Marukos und der Humor lebt vor allem vom Kontrast zwischen den Personen. So haben viele Personen ihren vernünftigen oder unvernünftigen Gegenpol.

### Hauptcharaktere
- Momoko „Maruko“ Sakura: Der Hauptcharakter; entgegen dem japanischen Ideal und Stereotyp ist sie faul, aufbrausend und unvernünftig, aber dennoch liebenswürdig.
- Sumire Sakura: Sie ist die Mutter von Maruko und Sakiko und stellt die typische japanische Hausfrau dar.
- Sakiko Sakura: Sie ist Marukos ältere 12-jährige Schwester und charakterlich in etwa das Gegenteil von ihr.
- Hiroshi Sakura: Der 40 Jahre alte Vater, der große Freude daran hat, seine Tochter zu ärgern.
- Tomozō Sakura: Trotz seines Alters ist Marukos Großvater ein lebenslustiger und alberner Mensch, der viele Dummheiten seiner Enkelin mitmacht.
- Großmutter (Kotake Sakura): Im Gegensatz zu Tomozō besitzt Marukos Großmutter eher ein ruhiges und zurückhaltendes Gemüt.
- Tamae „Tama-chan“ Hanami: Sie ist Marukos beste Freundin und Klassenkameradin und anders als sie eine gute und ruhige Schülerin.

## Veröffentlichungen
Der Manga von Momoko Sakura erschien von 1986 bis zum Dezember 1996 kapitelweise im Manga-Magazin Ribon des Shūeisha-Verlages. Die Kapitel erschienen zudem in 14 Sammelbänden. Im Februar 2003 erschien direkt ein 15. Band der Reihe. Diese Sammelbände verkauften sich in Japan über 31 Millionen Mal.
Ab 1. Juli 2007 erschien in mehreren großen japanischen Tageszeitungen (Chūnichi Shimbun, Tōkyō Shimbun, Hokuriku Chūnichi Shimbun, Nikkan Kenmin Fukui, Hokkaidō Shimbun, Nishi Nippon Shimbun, Chūgoku Shimbun, Tokushima Shimbun, Kahoku Shimpō, Kōbe Shimbun, ab 1. August 2007 auch Niigata Nippō) Chibi Maruko Chan als Yonkoma-Manga in jeder Ausgabe. Anfänglich wurden sie nur sonn- und feiertags in Farbe veröffentlicht, seit 1. April 2008 aber jeder. Januar 2008 erschien eine Sammlung des Yonkoma-Manga in Tankōbon-Form bei Shōgakukan.

## Stil
Der Manga zeichnet sich durch einen simplen Strich und Zeichenstil aus. Er wurde häufig mit Machiko Hasegawas Sazae-san verglichen.

## Verfilmungen

### Anime-Serien
Aufgrund der großen Beliebtheit des Manga, wurden zu Chibi Maruko Chan vom Studio Nippon Animation ebenfalls einige Anime-Fernsehserien produziert. Die erste Serie lief mit 142 Folgen in Japan vom 7. Januar 1990 bis zum 27. September 1992 beim Sender Fuji TV. Dort erreichte sie zuweilen einen Marktanteil von 39,9 %, so viel wie keine Anime-Serie zuvor. Ab dem 8. Januar 1995 lief in Japan die zweite Fernsehserie an, die im Wesentlichen alle Elemente und die Handlung der Vorgängerserie weiterführt und bis heute läuft. Insgesamt existieren in Japan inzwischen mehr als 1000 Episoden. Die Lieder des Vorspanns (Yume Ippai von Yumiko Seki) und Abspanns (Odoru Pompokorin von B. B. Queens und Hashire Shōjiki-mono von Hideki Saijō) wurden in Japan zu Tophits.
Für das deutsche Fernsehen wurden 52 Folgen übersetzt, die erstmals vom 28. August 2000 bis zum 3. November 2000 auf Super RTL zu sehen waren. Die finalen zwei Folgen wurden erst am 16. und 17. Juli 2001 auf RTL II erstausgestrahlt. Dennoch liefen die 52 Episoden weiterhin bis 2002 wechselnd auf den beiden Sendern und zusätzlich bei Jetix. Zwischen 31. Oktober 2017 und 31. Oktober 2018 wurden jedes Monatsende auf dem offiziellen Chibi Maruko Channel auf YouTube vier der 52 deutsch synchronisierten Folgen hochgeladen.

#### Synchronisation
| Rolle                    | Japanischer Sprecher (Seiyū)                                              | Deutscher Sprecher    |
| ------------------------ | ------------------------------------------------------------------------- | --------------------- |
| Momoko „Maruko“ Sakura   | Tarako Isono                                                              | Tanja Schumann        |
| Sumire Sakura            | Teiyū Ichiryūsai                                                          | Traudel Sperber       |
| Sakiko Sakura            | Yūko Mizutani (1990–2016) Machiko Toyoshima (seit 2016)                   | Susanne Sternberg     |
| Hiroshi Sakura           | Yūsaku Yara                                                               | Marco Kröger          |
| Tomozō Sakura            | Kei Tomiyama (1990–1995) Takeshi Aono (1995–2010) Bin Shimada (seit 2010) | Wolf Rahtjen          |
| Tamae „Tama-chan“ Hanami | Naoko Watanabe                                                            | Stephanie Kirchberger |
| Großmutter               | Yūko Sasaki                                                               | Sabine Hahn           |
| Erzähler                 | Keaton Yamada                                                             | Rolf Becker           |

### Anime-Filme
1990 erschien in Japan der erste Anime-Film unter dem schlichten Namen Chibi Maruko-chan. Zwei Jahre später, 1992, erschien der Film Sakura Momoko wārudo – Chibi Maruko-chan – Watashi no suki na uta (さくらももこワールド ちびまる子ちゃん わたしの好きな歌, dt. Momoko Sakuras Welt – Chibi Maruko-chan – Mein Lieblingslied) mit einer Laufzeit von 93 Minuten.

### Realfilme
Am 18. April 2006 erschien, zum 15. Geburtstag des Anime, zu Chibi Maruko Chan der erste der drei Realfilme (Chibi Maruko-chan). Jeder der drei Filme hat eine Laufzeit von rund zwei Stunden. Diese Filme, die sich sehr nahe an die Vorlage halten, erhielten viel Lob. Maruko wird darin von der jungen Schauspielerin Ei Morisako verkörpert.